# 九重村 (和歌山県)
九重村（くじゅうむら）は、和歌山県東牟婁郡にあった村。現在の新宮市熊野川町の北東端、熊野川の中流域、北山川の下流左岸にあたる。

## 地理
- 山岳：富士根山、甲森
- 河川：熊野川、北山川

## 歴史
- 1889年（明治22年）4月1日 - 町村制の施行により、相須村・宮井村・四滝村・九重村の区域をもって発足。玉置口村と町村組合を結成。
- 1956年（昭和31年）9月30日 - 小口村・三津ノ村・玉置口村および敷屋村の一部（大字西敷屋・東敷屋・篠尾）と合併して熊野川町が発足。同日九重村廃止。